# Viktor Zorman
Viktor Zorman, slovenski duhovnik, * 15. februar 1918, Velesovo, † 28. maj 1945, Šentvid pri Ljubljani.

## Življenje
Po ljudski šoli je obiskoval klasično gimnazijo in stanoval v Marijanišču, po maturi leta 1937 se je vpisal na študij slavistike, po krajšem času pa se je prepisal na teologijo. Med nemško okupacijo Gorenjske ni mogel domov, zato je na povabilo bogoslovca Leopolda Končana zahajal v Polhov Gradec, kjer je po posvetitvi v duhovnika 4. julija 1943 imel tudi novo mašo. Nameščen je bil za kaplana v Žužemberku, vendar zaradi vojnih razmer službe ni mogel prevzeti, kot kaplan je pomagal v Polhovem Gradcu. Leta 1944 je nekajkrat ilegalno prečkal mejo, nato je jeseni na prošnjo bivšega župana v Predosljah Ovsenika in pobudo škofa Rožmana prevzel službo kurata gorenjskih domobrancev. Dobil je tudi posebno dovoljenje celovške škofije, ki je tedaj upravljala župnije okupirane Gorenjske. Tako je smel opravljati delo v Predosljah, Kranju, Žabnici, Škofji Loki, Gorenji vasi, Lučinah, Domžalah, Kamniku, Vodicah, Lahovčah, Cerkljah in Voklem. 9. maja se je z domobransko vojsko umaknil na Koroško, kjer je še 27. maja maševal. 28. maja je bil z ostalimi vrnjen, prišel je do Šentvida nad Ljubljano, kjer je bil ob prihodu ubit.

## Literarno delo
Bil je pisateljsko nadarjen, kot gojenec v Marijanišču je sodeloval pri glasilu Plamen. V dijaškem listu Mentor je objavljal pripovedne spise, tudi po vstopu v bogoslovje je nadaljeval s pisanjem. Objavljal je v zborniku Mlada setev, verskem mesečniku Bogoljub, Slovenčevem koledarju (leto 1941) in v medvojnem Domu in svetu.